# Ariège (rijeka)
Ariège (Francuski izgovor: aʁjɛʒ [▶]; okcitanski: Arièja, katalonski: Arieja) je rijeka u južnoj Francuskoj, desni pritok Garonne.

## Etimologija
Uzeto doslovno, latinsko podrijetlo imena rijeke, Aurigera, ukazuje na to da je izvor zlata.

## Tok rijeke
Rijeka izvire u Pirenejima u blizini El Pas de la Casa, sa francuske strane granice. Teče prema sjeveru, uz rub androskog naselja El Pas de la Casa, čineći dio Andorsko-francuske granice. U daljnjem toku kroz Francusku prolazi kroz sljedeće gradove u dva departmana:
- Ariège: Ax-les-Thermes, Les Cabannes, Tarascon-sur-Ariège, Montgailhard, Foix, Varilhes, Pamiers, Saverdun .
- Haute-Garonne: Cintegabelle, Auterive, Pinsaguel.

Njeni najduži pritoci su Hers-Vif i Lèze. Ulijeva se u Garonne u Portet-sur-Garonne, južno od Toulousea.

## Vanjske poveznice
|  | Zajednički poslužitelj ima još gradiva o temi Ariège (rijeka) |

- (fr.) Povijest i visina vode u stvarnom vremenu rijeke Ariege, rijeke Garonne i drugih pritoka